# E311
E311 är en 65 kilometer lång europaväg som endast går i Nederländerna. Den går sträckan Breda - Gorinchem - Utrecht, och ansluter till E312, E31, E25, E30 och E35 söderifrån räknat. Vägen är motorväg hela sträckan, nr A27.

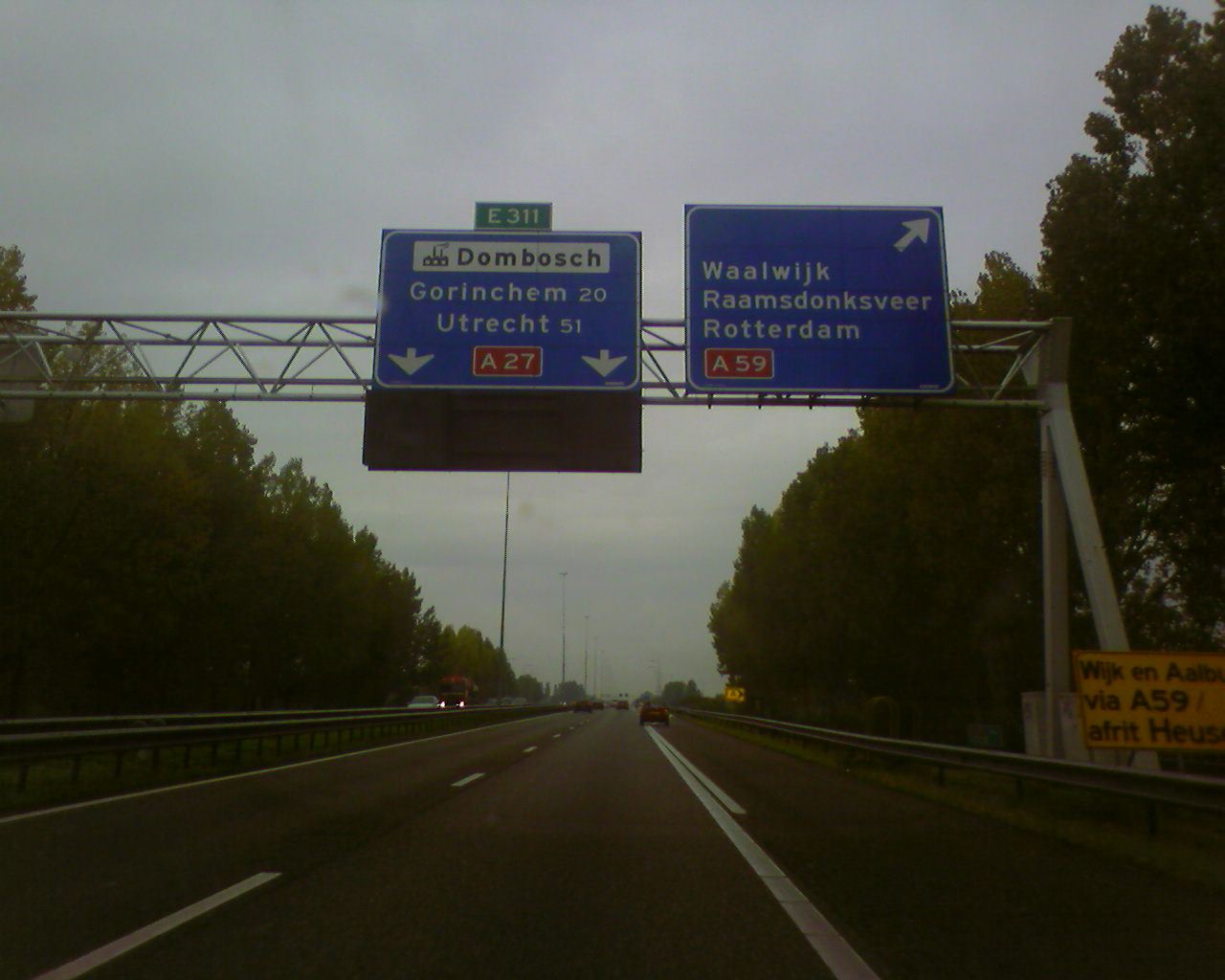
E311/A27 nära korsningen med A59.